# Barro, Charente

Barro este o comună în departamentul Charente, Franța. În 1 ianuarie 2022 avea o populație de 410 de locuitori.